# Aviv Avraham
Aviv Avraham (en hebreo: אביב אברהם‎; Afula, 30 de marzo de 1996) es un futbolista israelí que juega en la demarcación de centrocampista para el Hapoel Ironi Kiryat Shmona de la Liga Premier de Israel.

## Selección nacional
Tras jugar con la selección de fútbol sub-19 de Israel y la sub-21, finalmente hizo su debut con la selección absoluta el 15 de noviembre de 2021 en un encuentro de clasificación para la Copa Mundial de Fútbol de 2022 contra Islas Feroe, partido que finalizó con un resultado de 3-2 a favor del combinado israelí tras los goles de Moanes Dabour, Shon Weissman y Dor Peretz para Israel, y de Sølvi Vatnhamar y Klæmint Olsen para el combinado feroés.

## Clubes
| Club                       | País   | Año       | Partidos | Goles |
| -------------------------- | ------ | --------- | -------- | ----- |
| Maccabi Netanya FC         | Israel | 2014-2024 | 246      | 19    |
| AEL Limassol               | Chipre | 2024-2025 | 7        | 0     |
| Levadiakos F. C.           | Grecia | 2025      | 8        | 0     |
| Hapoel Ironi Kiryat Shmona | Israel | 2025-     |          |       |

## Palmarés

### Campeonatos nacionales
| Título      | Club               | País   | Año  |
| ----------- | ------------------ | ------ | ---- |
| Liga Leumit | Maccabi Netanya FC | Israel | 2014 |
| Liga Leumit | Maccabi Netanya FC | Israel | 2017 |